# Anastasie Fătu
Anastasie Fătu (n. 2 ianuarie 1816, Mușata, Vaslui – d. 3 martie 1886, Iași) a fost un medic și botanist român, membru titular al Academiei Române.
În perioada 1833 - 1834, a studiat matematicile ca bursier la Viena, unde a luat doctoratul.
Reîntors în țară, a fost numit profesor de matematică la Academia Mihăileană.